# Leopardi (traghetto)
Il Leopardi era un traghetto ro-ro passeggeri della classe Poeta, appartenuto con questo nome alla Tirrenia di Navigazione dal 1971 al 1994.

## Caratteristiche
Il Leopardi era lungo 131 metri, largo 20 e aveva una stazza lorda di 7 086 tonnellate. Spinto da due eliche quadripala a passo variabile mosse da motori Diesel FIAT 9 cilindri, ciascuno in grado di erogare 8 280 cavalli, aveva una velocità di servizio di 20 nodi. Poteva trasportare fino a un massimo di 1200 passeggeri, per i quali erano disponibili 66 cabine di prima classe e 95 di seconda classe, per un totale di 506 posti letto. I servizi di bordo comprendevano un ristorante, una tavola calda, tre bar (un soggiorno - bar per la prima classe, uno per la seconda classe e un bar - veranda) e una piscina esterna con lido. In aggiunta alle normali cabine passeggeri, erano presenti a bordo anche due cabine, rispettivamente da otto e quattro posti, per eventuali detenuti e i carabinieri della scorta. Tutti gli spazi dedicati a passeggeri ed equipaggio erano dotati di aria condizionata. Il garage, accessibile dal portellone poppiero e da due portelloni prodieri laterali, era diviso su due ponti: su quello superiore potevano essere trasportate 70 automobili, su quello inferiore 170 automobili o, in alternativa, 10 automobili e 41 semirimorchi.
Nel 1981 il traghetto fu sottoposto a dei consistenti interventi di ristrutturazione: la piscina e il lido furono rimossi e sostituiti da una tuga chiusa contenente un cinema, le cui poltrone potevano essere all'occorrenza utilizzate come sistemazione per i passeggeri; altre due sale poltrone sostituirono il soggiorno - bar di seconda classe, che fu spostato dove prima era ubicato il bar - veranda, nei pressi della piscina.
Nel 1990 nel ponte garage principale furono installati dei ponti mobili, in modo da aumentare il numero massimo di automobili trasportabili a 320.
La Leopardi fu l'unica unità delle sei costituenti la prima serie della classe Poeta a rimanere in configurazione simile all'originale, non venendo sottoposta all'invasivo intervento di innalzamento realizzato sulle gemelle.

## Servizio
Terza unità della sua classe a entrare in servizio, la nave fu costruita presso l'Italcantieri S.p.A. di Castellammare di Stabia, dove venne impostata il 7 dicembre del 1968 e varata il 14 marzo 1970. Iniziò le prove a mare ufficiali il 12 gennaio 1971, facendo registrare una velocità di 22,37 nodi. Consegnato undici giorni più tardi alla Tirrenia di Navigazione, il Leopardi entrò in servizio il 24 gennaio 1971. Più tardi nello stesso anno, la nave fu destinata insieme alle gemelle Boccaccio, Carducci e Manzoni alla cosiddetta "Linea Zeta", tra Civitavecchia, Cagliari, Genova e Porto Torres.
Tra il 25 novembre 1980 e il 22 marzo 1981 il Leopardi fu sottoposto a lavori di ristrutturazione presso i cantieri di Palermo, durante i quali furono revisionati i motori principali e fu rimossa la piscina posta a poppa, sostituita da una tuga chiusa contenente un cinema le cui poltrone potevano essere utilizzate, all'occorrenza, per il pernottamento dei passeggeri.
Il 6 ottobre 1994 il Leopardi fu ceduto alla El Salam Shipping and Trading Est, prendendo bandiera panamense e venendo spostata nel Mar Rosso con il nome di Santa Catherine. Nel 2005 la nave fu rinominata Al Salam Al Saudi e venduta per la demolizione in India, giungendo sulle spiagge di Alang il 10 marzo dello stesso anno.

## Navi gemelle
- Boccaccio
- Carducci
- Manzoni
- Pascoli
- Petrarca
- Deledda[6]
- Verga[6]